# アリスタイオス (小惑星)
アリスタイオス（英語：2135 Aristaeus）は、アポロ群の小惑星（地球近傍小惑星）である。
1977年4月、エレノア・ヘリンとシェルテ・バスが、パロマー天文台で発見した。

## 名称
ギリシア神話に登場する神で、アポロンとキューレーネーの子であるアリスタイオスにちなむ。命名は1979年11月の小惑星回報で公表された。
なお、アリスタイオスの両親にあたるアポロンとキューレーネーも、それぞれ (133) キレネ、(1852) アポロ として小惑星に命名されている。